# بيرت وندرستون المذهل
بيرت وندرستون المذهل (بالإنجليزية: The Incredible Burt Wonderstone)‏ هو فيلم كوميدي أُصدر في الولايات المتحدة سنة 2013 . الفيلم من إخراج دون سكاردينيو، وهذا الفيلم من بطولة جيم كاري وستيف بوسيمي ولان آركين وأوليفيا وايلد وجيمس غاندولفيني.

## قصة الفيلم
تدور قصة الفيلم حول الساحر بيرت وندرستون وصديقه آنطون مارفيلتون اللذان يسيطران على مدينة لاس فيجاس بعروضهم السحرية المبهرة، إلا أنهما ينفصلا عن بعضهما بعد ذلك، وهو الأمر الذي يؤثر على «بيرت» بالسلب ويجعله يكافح من أجل استعادة أمجاده في ظل تواجد الساحر الجديد “ستيف جراي” المعروف بعروضه الصغيرة الشيقة في شوارع المدينة. ويبدأ بينهما الصراع على حب الجمهور لهما.

## الميزانية والإيرادات
بلغت تكلفة إنتاج الفيلم حوالي 30 مليون دولار بينما حقق أرباحاً تقدر بـ 10.3 مليون دولار.

## وصلات خارجية
- بيرت وندرستون المذهل على موقع IMDb (الإنجليزية)
- بيرت وندرستون المذهل على موقع ميتاكريتيك (الإنجليزية)
- بيرت وندرستون المذهل على موقع الموسوعة البريطانية (الإنجليزية)
- بيرت وندرستون المذهل على موقع روتن توميتوز (الإنجليزية)
- بيرت وندرستون المذهل على موقع قاعدة بيانات الأفلام العربية
- بيرت وندرستون المذهل على موقع ألو سيني (الفرنسية)
- بيرت وندرستون المذهل على موقع Turner Classic Movies (الإنجليزية)
- بيرت وندرستون المذهل على موقع أول موفي (الإنجليزية)
- بيرت وندرستون المذهل على موقع بوكس أوفيس موجو (الإنجليزية)
- بيرت وندرستون المذهل على موقع فيلمافينيتي (الإسبانية)

1. ↑  مذكور في: تفريغات بيانات Freebase. الناشر: جوجل.
2. ↑  "معلومات عن بيرت وندرستون المذهل على موقع allocine.fr". allocine.fr. مؤرشف من الأصل في 2018-10-19.
3. ↑  "معلومات عن بيرت وندرستون المذهل على موقع elfilm.com". elfilm.com. مؤرشف من الأصل في 2017-10-21.
4. ↑  "معلومات عن بيرت وندرستون المذهل على موقع boxofficemojo.com". boxofficemojo.com. مؤرشف من الأصل في 2018-10-20.